# Ghiacciaio Liv
Il Ghiacciaio Liv (in lingua inglese: Liv Glacier) è un ripido ghiacciaio vallivo antartico, lungo 64 km che si origina dall'Altopiano Antartico appena a sudest del Barnum Peak, fluendo in direzione nord attraverso i Monti della Regina Maud, in Antartide. Termina il suo percorso andando a entrare nella Barriera di Ross, tra i Mayer Crags e le Duncan Mountains.
Fu scoperto nel 1911 dall'esploratore norvegese Roald Amundsen, che ne assegnò la denominazione in onore di Liv Nansen (1893–1959), la figlia primogenita dell'esploratore Fridtjof Nansen.
Il corridoio aereo al di sopra del Ghiacciaio Liv è stato usato nel 1929 dal monoplano Floyd Bennett quale percorso per la prima rotta aerea verso il Polo Sud.